# Osorno
Osorno este un oraș cu 145.475 locuitori (2002) din regiunea Los Lagos, Chile.